# Anchoviella manamensis
Anchoviella manamensis är en fiskart som beskrevs av Fernando Cervigón 1982. Anchoviella manamensis ingår i släktet Anchoviella och familjen Engraulidae. Inga underarter finns listade i Catalogue of Life.